# Градно (Минская область)
Градно́ (бел. Градно) — деревня в Червенском районе Минской области Беларуси. Входит в состав Рованичского сельсовета.

## География
Расположена в 35 километрах к северо-востоку от Червеня, в 77 км от Минска, на левом берегу реки Уша, в месте впадения в неё речки Речка. В ста метрах к востоку от моста через Речку расположен родник.

## Археология
В километре от деревни и на берегу реки Уша обнаружен курганный могильник из 7 насыпей и курган дреговичей.

## История
Собственно деревня в письменных источниках впервые упоминается в XVIII веке в составе Великого княжества Литовского. В 1781 году деревня принадлежала епископу И. Масальскому, насчитывала 7 дворов, где жил 51 человек. В результате II раздела Речи Посполитой 1793 года вошла в состав Российской империи. На 1795 год входила в состав имения Рованичи, принадлежавшего помещику А. Слотвинскому, и насчитывала 13 дворов. На 1800 год деревня Граднянка в составе Игуменского уезда Минской губернии, где было 7 дворов и 90 жителей. В 1858 году насчитывала 10 дворов и относилась к имению Рованичи, принадлежавшему Людвигу Слотвинскому. Согласно переписи населения Российской империи 1897 года, в составе Беличанской волости, здесь было 27 дворов, где проживали 207 человек, работал хлебозапасный магазин. На начало XX века в деревне было 34 двора и 254 жителя. На 1917 год дворов было 37, жителей — 263. С февраля по декабрь 1918 года деревня была оккупирована немцами, с августа 1919 по июль 1920 — поляками. 20 августа 1924 года она вошла в состав вновь образованного Рованичского сельсовета Червенского района Минского округа (с 20 февраля 1938 — Минской области). В том же году в Градно была открыта рабочая школа 1-й ступени. Согласно переписи населения СССР 1926 года здесь было 50 дворов, где проживали 295 человек. В этот период в школе насчитывалось около 50 учеников, при ней была небольшая библиотека. Во время Великой Отечественной войны деревня была оккупирована немецко-фашистскими захватчиками в конце июня 1941 года. В лесах в районе деревни развернули активную деятельность партизаны бригад «Разгром» и имени Щорса. 12 жителей деревни не вернулись с фронта. Освобождена в начале июля 1944 года. На 1960 год население деревни составило 309 человек. На 1997 год здесь было 58 домов и 96 жителей. На 2013 год 28 круглогодично жилых домов, 37 постоянных жителей.

## Население
- 1781 — 7 дворов, 51 житель
- 1795 — 13 дворов
- 1800 — 7 дворов, 90 жителей
- 1858 — 10 дворов
- 1897 — 27 дворов, 207 жителей
- 1908 — 34 двора, 254 жителя
- 1917 — 37 дворов, 263 жителя
- 1926 — 50 дворов, 295 жителей
- 1960 — 309 жителей
- 1997 — 58 дворов, 96 жителей
- 2013 — 28 дворов, 37 жителей